# 개여뀌
개여뀌는 마디풀과 여뀌속의 한해살이풀이다.

## 생태
빈터나 밭에서 흔히 자란다. 키는 20~50 센티미터 정도이다. 줄기는 털이 없고 적자색이 돈다. 밑 부분이 비스듬히 자라면서 땅에 닿으면 뿌리를 내리고 가지가 뻗어 곧게 자라 줄기가 여럿 모여 난 것처럼 보인다. 잎은 어긋나고 가장자리가 밋밋하다. 넓은 피침형 또는 피침형인데 양끝이 뾰족하고 길이 3~8 센티미터, 너비 1~2.5 센티미터쯤 된다. 꽃은 6~9월에 피며 줄기나 가지 끝에 조그만 꽃이 이삭 모양의 꽃차례에 촘촘히 모여 달린다. 열매는 수과로 흑갈색이며 달걀 모양에 세모지며 꽃받침에 싸여 있다.

## 사진

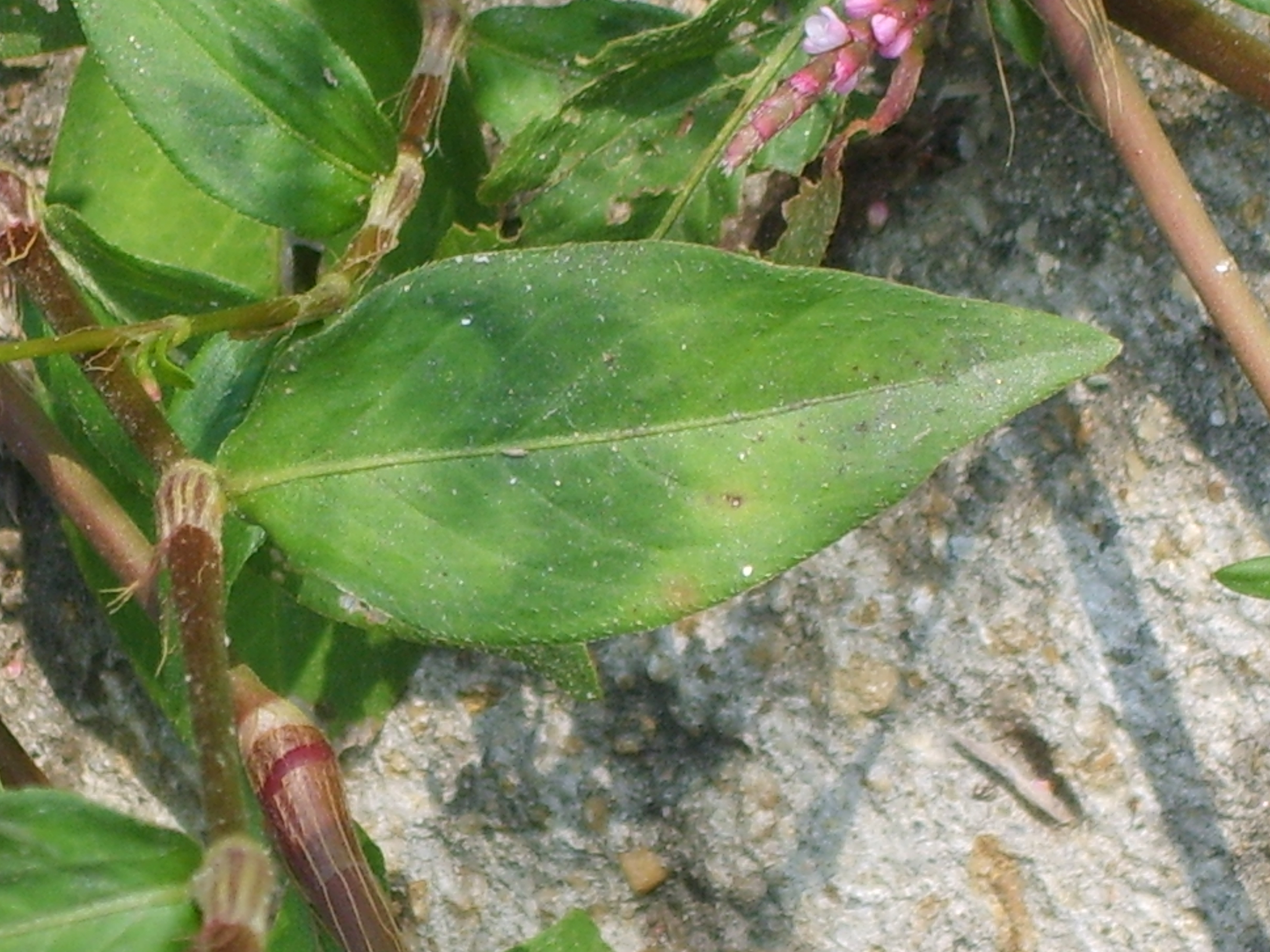
잎
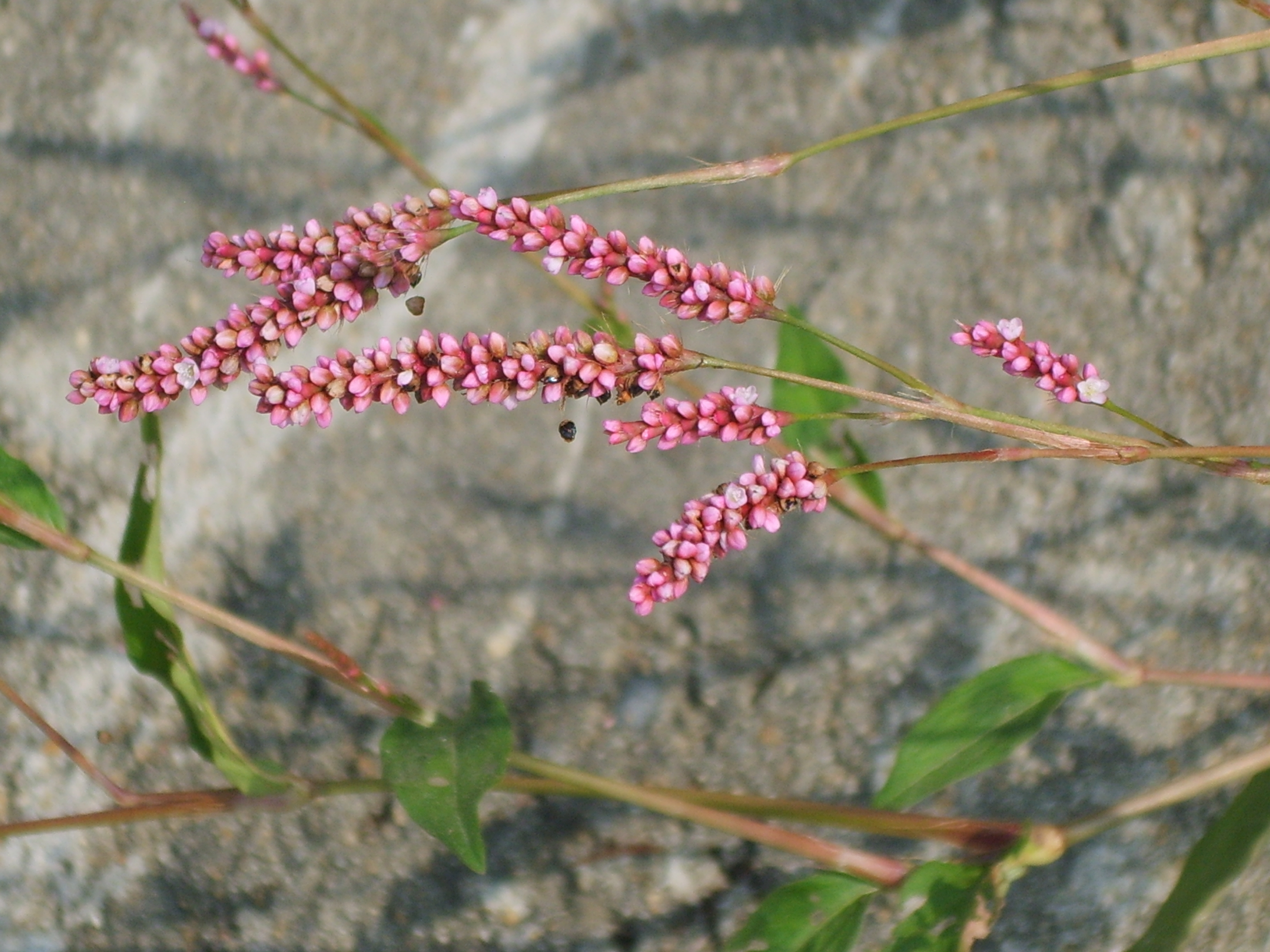
꽃차례
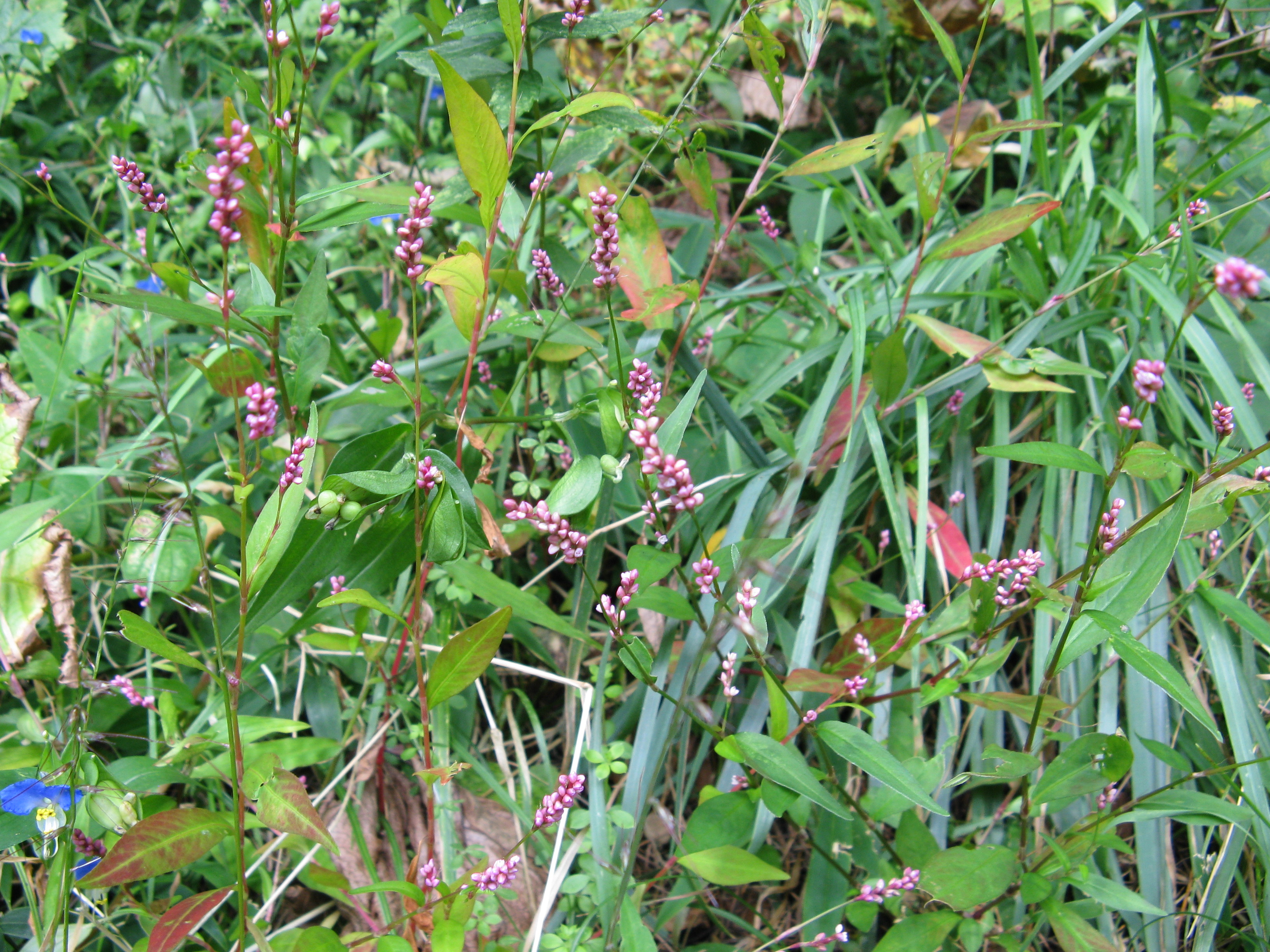

## 참고 문헌
- 고경식; 김윤식 (1988). 《원색한국식물도감》. 아카데미서적.
- 송기엽; 윤주복 (2003). 《야생화 쉽게 찾기》. 진선출판사. ISBN 89-7221-343-8.